# IBC (Frankfurt am Main)
Das IBC ist ein Gebäudekomplex in Frankfurt am Main. Er besteht aus drei Gebäudeteilen (ibc-Corner (A), ibc-Forum (B) und ibc-Tower (C) genannt). Der ibc-Tower ist ein Hochhaus mit 112 Metern Höhe. Es wurde unter dem Projektnamen Investment Banking Center errichtet. Da es diese Funktion nie einnahm, wurde es zeitweise auch Individual Business Center oder Individual Business Concepts benannt. Später wurde ausschließlich die Bezeichnung IBC verwendet. Neuerdings (seit 2016) verwendet der Betreiber die Bezeichnung International Business Campus.

## Beschreibung
Das Gebäude wurde von der Deutschen Bank nach einem Entwurf von Köhler Architekten gebaut und 2003 fertiggestellt. Es liegt an der Theodor-Heuss-Allee 70–74 im Stadtteil Bockenheim nahe der Frankfurter Messe.
Ursprünglich plante die Deutsche Bank in dem Gebäudekomplex als Ersatz für das Investment Banking Center Frankfurt (IBCF) ihre Frankfurter Händler zusammenzuziehen. Diese Planung wurde jedoch nicht umgesetzt. Schließlich verkaufte die Deutsche Bank das gesamte Gebäude an den amerikanischen Finanzinvestor Blackstone Group und mietete selbst lediglich den Gebäudeteil B, in dem die Deutsche Bank Privat- und Geschäftskunden AG sowie Teile des Personalbereichs der Deutsche Bank Gruppe untergebracht wurden. Der Bauteil A wurde im Jahr 2004 größtenteils an die Degussa Bank GmbH, ING Real Estate Development sowie INDUSTRIA Bau- und Vermietungsgesellschaft mbH vermietet.
2006 mietete die Deutsche Bank das gesamte Hochhaus an, da wegen einer umfassenden Sanierung des Hauptsitzes an der Taunusanlage ein Ausweichquartier für die Mitarbeiter gebraucht wurde. Damit war der IBC-Komplex bis zum Abschluss der Sanierungsarbeiten 2010 zu 100 Prozent vermietet.
2016 wurde der Komplex von der GEG German Estate Group AG übernommen.
Im Eingangsbereich des IBC hängt seit 2005 die 765 × 500 cm große Skulptur Cash Flow des deutschen Künstlers Olaf Metzel aus Aluminium und Acryl.